# Helicoconis nebulosa
Helicoconis nebulosa is een insect uit de familie van de dwerggaasvliegen (Coniopterygidae), die tot de orde netvleugeligen (Neuroptera) behoort. 
De wetenschappelijke naam Helicoconis nebulosa is voor het eerst geldig gepubliceerd door Fraser in 1957.